# Pteromalus puparum
Pteromalus puparum is een parasitoïde vliesvleugelige uit de familie Pteromalidae.
De imago wordt ongeveer 3 tot 4 millimeter lang. Zij leeft van nectar. Het vrouwtje zet tot zevenhonderd eitjes af in poppen of verpoppende rupsen van vlinders. In een pop kunnen tweehonderd eitjes zich ontwikkelen. Vlindersoorten die in Europa worden geparasiteerd zijn onder andere koninginnenpage, groot geaderd witje, groot koolwitje, klein koolwitje, atalanta, distelvlinder, kleine vos, gehakkelde aurelia, rouwmantel en grote vos.
Deze soort kent een vrijwel wereldwijde verspreiding, gedeeltelijk als exoot.